# ۱۰۴۶ (قمری)
۱۰۴۶ (قمری)، هزار و چهل و ششمین سال در گاهشماری هجری قمری است. اول محرم این سال برابر با پنجم ژوئن سال ۱۶۳۶ میلادی است.